# Thamnophis atratus
Thamnophis atratus är en ormart som beskrevs av Kennicott 1860. Thamnophis atratus ingår i släktet strumpebandssnokar och familjen snokar. IUCN kategoriserar arten globalt som livskraftig.
Arten förekommer i västra USA i delstaterna Oregon och Kalifornien. Den lever i låglandet och i bergstrakter till 1920 meter över havet. Individerna vistas intill vattendrag som kan ligga i skogar, i gräsmarker eller i biomen chaparral. De gömmer sig under stenar, under träbitar eller i vattnet. Thamnophis atratus kan även hittas längre bort från vattendrag.

## Underarter
Arten delas in i följande underarter:
- T. a. atratus
- T. a. hydrophilus
- T. a. zaxanthus